# Biłyne
Biłyne (ukr. Білине) – wieś na Ukrainie, w obwodzie odeskim, w rejonie podolskim. W 2001 liczyła 2074 mieszkańców, spośród których 1939 posługiwało się językiem ukraińskim, 95 rosyjskim, 27 mołdawskim, 1 bułgarskim, 2 białoruskim, 3 ormiańskim, a 7 innym.